# Meta obscura
Meta obscura är en spindelart som beskrevs av Kulczynski 1899. Meta obscura ingår i släktet Meta och familjen käkspindlar. Inga underarter finns listade i Catalogue of Life.